# قرصی‌سوسکیان
قرصی‌سوسکیان (نام علمی: Byrrhinae) نام یک زیرخانواده از خانواده سوسک‌های قرصی است.